# 단일 카탈로그 중앙 연구소
단일 카탈로그 중앙 연구소(이탈리아어: Istituto Centrale per il Catalogo Unico), 정식 명칭 이탈리아 도서관 연합 목록 및 서지 정보 중앙 연구소(이탈리아어: Istituto centrale per il catalogo unico delle biblioteche italiane e per le informazioni bibliografiche)는 1975년에 설립된 이탈리아의 정부 기관으로, 1951년에 국가 전체 도서관의 단일 목록을 구축하기 위해 설립된 국립 연합 목록 센터(Centro nazionale per il catalogo unico)를 계승했다.
이 연구소는 오늘날 국립 도서관 서비스(Servizio bibliotecario nazionale, SBN)으로 불리는 도서관 네트워크를 관리하며, 도서관 및 저작권 총국(Direzione generale Biblioteche e diritto d'autore)에 소속되어 기술-과학 자문 역할을 하고 있다.